# Jang Na-ra
Jang Na-ra (en hangul, 장나라, Seúl, 18 de marzo de 1981) es una cantautora, instrumentista, actriz y modelo surcoreana.

## Biografía
Es hija del actor, productor y director surcoreano Ju Heo-seong (주호성) y de la exactriz Lee Kyeong-ok (이경옥). Su hermano mayor es el actor Jang Sung-won.
Es prima de la también actriz y cantante Jung Jae-yun.
Ingresó en 2000 en la escuela de teatro de la Facultad de Arte de la Universidad de Chung-Ang, donde se graduó en febrero de 2010.

## Carrera

### Televisión
Pasó la mayor parte de su infancia en su ciudad natal, Seúl, participando mientras estaba en educación primaria en la obra teatral Los miserables junto a su padre, lo que despertó en ella el deseo de convertirse en actriz.
En sus días de instituto, Nara participó como modelo en varios spots publicitarios. 
En octubre del 2017 se unió al elenco principal de la serie Go Back Couple, donde interpretó a Ma Jin-joo, hasta el final de la serie en noviembre del mismo año.
El 28 de octubre del 2019 se unió al elenco principal de la serie VIP, donde interpretó a Na Jung-sun, la esposa de Park Sung-joon (Lee Sang-yoon), una mujer ingeniosa y con una personalidad brillante que oculta su dolor de los demás, hasta el final de la serie el 24 de diciembre del mismo año.
El 13 de mayo del 2020 protagonizó la serie Oh, mi bebé, donde dio vida a Jang Ha-ri, la talentosa jefa adjunta del departamento en una revista para padres y adicta al trabajo que quiere tener un hijo sin casarse, hasta el final de la serie el 2 de julio del mismo año.
En enero de 2021 se anunció que se había unido al elenco principal de la serie Daebak Real Estate donde interpretará a Hong Ji-ah, la jefa de Daebak Real Estate y una exorcista que parece ser perfecta por fuera, pero es una persona de mal genio que heredó sus habilidades de exorcismo de su madre.

### Música
En el instituto tocó instrumentos, participó como actriz en musicales y formó parte de bandas.
En marzo de 2000, coincidió con un productor de la cadena televisiva MBC, que la invitó a participar en un casting de dicha cadena. El éxito en este casting la llevó a su primer sencillo, que salió a la luz al año siguiente.
El primer sencillo de Nara Jang fue 눈물에 얼굴을 묻는다 (Nunmure Eolgureul Mudneunda, Mi rostro enterrado en lágrimas), que se ubicó con rapidez en los primeros puestos de la lista Bugs. Su segundo sencillo, 고백 (Gobaek, Confesión) llegó a estar durante tres semanas en el primer puesto de dicha lista.
El tercer sencillo fue 4월 이야기 (Yeongweol Iyagi, La historia de abril). El videoclip obtuvo un éxito aún mayor, estando durante cinco semanas en el primer lugar de la lista Bugs. El álbum completo, First Story, saldría a la luz en junio de ese mismo año, llegando a vender 300.000 copias, lo que la consolidó como una de las principales cantantes del panorama musical coreano.

## Filmografía

### Series de televisión
| Año     | Título                            | Personaje                 | Notas          | Ref.                 |
| ------- | --------------------------------- | ------------------------- | -------------- | -------------------- |
| 2001    | New Nonstop                       | Jang Na-ra                |                |                      |
| 2002    | Successful Story of a Bright Girl | Cha Yang-soon             | 16 episodios   |                      |
| 2002    | My Love Patzzi                    | Yang Song-yee             | 10 episodios   |                      |
| 2003    | Hello! Balbari                    | -                         | Cameo          |                      |
| 2004    | Love Is All Around                | Jin Bo-ra                 |                |                      |
| 2004    | Silver Love                       | -                         |                |                      |
| 2005    | Banjun Drama                      | -                         | 6 episodios    |                      |
| 2005    | My Bratty Princess                | Situ Jing / Xiao Long Xia |                |                      |
| 2005    | Wedding                           | Lee Se-na                 | 18 episodios   |                      |
| 2007    | Good Morning Shanghai             | You Hao Yun               | 24 episodios   |                      |
| 2010    | Iron Masked Singer                | Hu Die / Hu Yin Yin       | 30 episodios   |                      |
| 2011    | Unruly Qiao                       | He Tian Xin               | 38 episodios   |                      |
| 2011    | Baby Faced Beauty                 | Lee So-young              | 20 episodios   |                      |
| 2012    | Race Course                       | -                         |                |                      |
| 2012    | School 2013                       | Jung In-jae               | 16 episodios   |                      |
| 2013    | Red Palaquin                      | -                         |                |                      |
| 2014    | Fated to Love You                 | Kim Mi-young / Ellie Kim  | 20 episodios   |                      |
| 2014    | Old Farewell                      | Han Chae-hee              | Drama Festival |                      |
| 2014    | Mr. Back                          | Eun Ha-soo                | 16 episodios   |                      |
| 2015    | One-Winged Eagle                  | -                         | Cameo          |                      |
| 2015    | Hello Monster                     | Cha Ji-an                 | 16 episodios   |                      |
| 2016    | One More Happy Ending             | Han Mi-mo                 | 16 episodios   |                      |
| 2017    | Housewife Detective               | Myung Yoo-jin             |                |                      |
| 2017    | Go Back Couple                    | Ma Jin-joo                | 12 episodios   |                      |
| 2018-19 | The Last Empress                  | Oh Sunny                  | 52 episodios   |                      |
| 2019    | VIP                               | Na Jung-sun               | 16 episodios   |                      |
| 2020    | Oh, mi bebé                       | Jang Ha-ri                | 16 episodios   | [ 15 ]               |
| 2021    | Sell your haunted house           | Hong Ji-ah                |                |                      |
| 2023    | Family                            | Kang Yoo-ra               |                | [ 16 ] [ 17 ]        |
| 2023-24 | My Happy Ending                   | Seo Jae-won               | 16 episodios   | [ 18 ] [ 19 ] [ 20 ] |
| 2024    | Good Partner                      | Cha Eun-kyung             | 16 episodios   | [ 21 ] [ 22 ]        |

### Películas
| Año  | Título            | Personaje            | Notas                                                                           |
| ---- | ----------------- | -------------------- | ------------------------------------------------------------------------------- |
| 2003 | Oh! Happy Day     | Kong Hee-ji          | Junto a Park Jung-chul, Jang Hang-seon, Kim Hae-sook, Jeong Da-Hye y Jung In-gi |
| 2007 | Girl's Revolution | -                    |                                                                                 |
| 2009 | 55Size            | -                    |                                                                                 |
| 2009 | Sky and Ocean     | Ha-neul              |                                                                                 |
| 2012 | Flying With You   | He Qianqian / "Baby" |                                                                                 |
| 2012 | Whoever           | Yawen                |                                                                                 |
| 2015 | Polaroid          | -                    |                                                                                 |

### Programas de variedades
| Año                          | Programa                 | Función  | Notas                                                                       |
| ---------------------------- | ------------------------ | -------- | --------------------------------------------------------------------------- |
| 2001                         | Happiness Channel        | Invitada |                                                                             |
| 2001-04, 2009, 2011-12, 2015 | Happy Together           | Invitada | 13 episodios (Ep. 4, 10, 51, 63, 75, 110, 112, 138, 105-106, 194, 244, 402) |
| 2007                         | Hotel Moowol             | Invitada |                                                                             |
| 2008, 2009                   | Kim Jung-eun's Chocolate | Invitada | 2 episodios (Ep. 8, 58)                                                     |
| 2009                         | Yu Huiyeol's Sketchbook  | Invitada | Ep. 10                                                                      |
| 2009                         | May I Sleep Over?        | Invitada |                                                                             |
| 2009, 2012                   | Strong Heart             | Invitada | 3 episodios (Ep. 3, 125-126)                                                |
| 2014                         | Healing Camp             | Invitada | Ep. 154                                                                     |
| 2014                         | Section TV, Star Ting    | Invitada |                                                                             |

### Presentadora

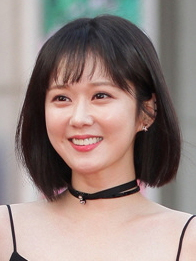
Jang Na-ra en julio del 2017.

| Año  | Programa                | Notas                                 | Ref.   |
| ---- | ----------------------- | ------------------------------------- | ------ |
| 2012 | Power Time              |                                       |        |
| 2014 | CoolFM                  |                                       |        |
| 2019 | Seoul Drama Awards 2019 | Copresentadora                        | [ 23 ] |
| 2019 | 2019 SBS Drama Awards   | Copresentadora, junto a Shin Dong-yup | [ 24 ] |

## Discografía

### Álbumes
1. First Story (2001)
2. Sweet Dream (2002)
3. 3rd Story (2003)
4. My Story (나의 이야기) (2004)
5. She (2007)
6. Dream of Asia (2008)

## Apoyo a caridad y Embajadora
Na-ra ha realizado varios trabajos de caridad, entre ellos enviar leche en polvo gratis a los niños hambrientos de Corea del Norte.
También trabaja con la organización "FHI Charity".
En el 2004 fue nombrada enviada de relaciones públicas para China por la Embajada en Corea de la República Popular China.
En 2007 Na-ra organizó un concierto para recaudar fondos para niños con leucemia en China. 
La fundación "Jang Foundation", se estableció a partir del dinero recaudado durante una reunión que Na-ra tuvo con fans durante uno de sus conciertos en Beijing realizado el 9 de junio, el cual conmemoró el decimoquinto año de relaciones diplomáticas entre China y Corea del Sur. Después del concierto, una organización de caridad china nombró la nombró como "Embajadora de Buena Voluntad", convirtiéndola en la primera extranjera en recibir tal honor.
El mismo año, Na-ra junto a Chen Kun, Sun Li y Kangta, fueron nombrados como "Embajadores de Buena Voluntad" para el Año de Intercambio entre China y la República de Corea.
En 2008 Na-ra donó 150,000 dólares a una organización de caridad en china y 8,000 millones de won de ropa para las víctimas del terremoto de Sichuan ocurrido el 12 de mayo del 2008.
En junio del 2010 fue nombrada profesora asociada en la Universidad Huajia de Beijing.
En el 2011 fue nombrada embajadora de Gangnam-gu, Seúl para promover el turismo en la zona.
En el 2015 fue reconocida por el el Ministerio de Salud y Bienestar Social de Corea del Sur por sus actividades de caridad.
| Año  | Título                                                             | Notas                        |
| ---- | ------------------------------------------------------------------ | ---------------------------- |
| 2004 | Honorary Master's Degree from the Beijing Film Academy             | -                            |
| 2004 | Commendation from the Secretary of Defense                         | -                            |
| 2004 | Public Relations Envoy for China                                   | -                            |
| 2005 | Inter-Parliamentary Union Award for Social Service                 | -                            |
| 2007 | Ambassador of Chinese Charity                                      | Embajadora de Buena Voluntad |
| 2007 | Goodwill Ambassadors for the Exchange Year between China and Korea | Embajadora de Buena Voluntad |
| 2010 | Associate Professor at Huajia University in Beijing                | Profesora asociada           |
| 2011 | Ambassador for Gangnam District                                    | Embajadora de turismo        |

## Premios y nominaciones
| Año  | Premio                                         | Categoría                                                    | Trabajo                           | Resultado | Ref.          |
| ---- | ---------------------------------------------- | ------------------------------------------------------------ | --------------------------------- | --------- | ------------- |
| 2001 | Golden Disk Award                              | Best New Artist                                              | First Story                       | Ganadora  |               |
| 2001 | SBS Music Award                                | Best New Artist                                              | First Story                       | Ganadora  |               |
| 2001 | MBC Music Award                                | Best New Artist                                              | First Story                       | Ganadora  |               |
| 2001 | KBS Music Award                                | Best New Artist                                              | First Story                       | Ganadora  |               |
| 2002 | Mnet Asian Music Award                         | Best Female Artist                                           | Sweet Dream                       | Ganadora  |               |
| 2002 | Mnet Asian Music Award                         | Special Jury Prize                                           | Sweet Dream                       | Nominada  |               |
| 2002 | Mnet Asian Music Award                         | Mobile Popularity Award                                      | Sweet Dream                       | Ganadora  |               |
| 2002 | KBS Music Award                                | Grand Prize (Daesang)                                        | Sweet Dream                       | Ganadora  |               |
| 2002 | MBC Music Award                                | Most Popular Artist                                          | Sweet Dream                       | Ganadora  |               |
| 2002 | KMTV Korean Music Award                        | KMTV Award                                                   | Sweet Dream                       | Ganadora  |               |
| 2002 | SBS Music Award                                | Most Popular Artist                                          | Sweet Dream                       | Ganadora  |               |
| 2002 | Golden Disk Award                              | Main Prize (Bonsang)                                         | Sweet Dream                       | Ganadora  |               |
| 2002 | Seoul Music Award                              | Main Prize (Bonsang)                                         | Sweet Dream                       | Ganadora  |               |
| 2002 | KBS Entertainment Award                        | Best Newcomer in a Variety Show                              | -                                 | Ganadora  |               |
| 2002 | SBS Drama Award                                | Top 10 Stars                                                 | Successful Story of a Bright Girl | Ganadora  |               |
| 2003 | Baeksang Arts Award                            | Best New Actress (TV)                                        | Successful Story of a Bright Girl | Ganadora  |               |
| 2003 | CCTV-MTV Music Award                           | Korean Singer of the Year                                    | -                                 | Ganadora  |               |
| 2004 | Mnet Asian Music Award                         | Best Female Artist                                           | Is That True?                     | Nominada  |               |
| 2005 | China Golden Disk Award                        | Most Popular Singer                                          | -                                 | Ganadora  |               |
| 2005 | Asia-Pacific Music Chart Award                 | Asia's Best Female Singer                                    | -                                 | Ganadora  |               |
| 2005 | Asia-Pacific Music Chart Award                 | Outstanding Contribution to Korean-Chinese Cultural Exchange | -                                 | Ganadora  |               |
| 2005 | Asia-Pacific Music Chart Award                 | Top 10 Golden Song                                           | -                                 | Ganadora  |               |
| 2007 | Chunsa Film Art Award                          | Hallyu Cultural Award                                        | -                                 | Ganadora  |               |
| 2008 | Asia Model Festival Award                      | Asia Star Award                                              | -                                 | Ganadora  |               |
| 2008 | Culture Day                                    | Today's Young Artist Award                                   | -                                 | Ganadora  |               |
| 2008 | Seoul Tour Award                               | Best Korean Star Promoting Seoul Tourism                     | -                                 | Ganadora  |               |
| 2009 | CSR Korea Award                                | Special Award (Individual)                                   | -                                 | Ganadora  |               |
| 2009 | Grand Bell Award                               | Best Actress                                                 | Sky and Ocean                     | Nominada  |               |
| 2010 | China Golden Rooster and Hundred Flowers Award | Best Actress in a Foreign Film                               | Sky and Ocean                     | Ganadora  |               |
| 2011 | KBS Drama Award                                | Top Excellence Award, Actress                                | Baby Faced Beauty                 | Nominada  |               |
| 2011 | KBS Drama Award                                | Excellence Award, Actress in a Miniseries                    | Baby Faced Beauty                 | Ganadora  |               |
| 2012 | KBS Drama Award                                | Top Excellence Award, Actress                                | School 2013                       | Nominada  |               |
| 2012 | KBS Drama Award                                | Excellence Award, Actress in a Miniseries                    | School 2013                       | Ganadora  |               |
| 2014 | APAN Star Award                                | Top Excellence Award, Actress in a Miniseries                | Fated to Love You                 | Nominada  |               |
| 2014 | MBC Drama Award                                | Best Couple Award (junto a Jang Hyuk)                        | Fated to Love You                 | Ganaron   |               |
| 2014 | MBC Drama Award                                | Top Excellence Award, Actress in a Miniseries                | Fated to Love You                 | Ganadora  |               |
| 2014 | MBC Drama Award                                | Popularity Award, Actress                                    | Mr. Back y Fated to Love You      | Ganadora  |               |
| 2015 | Korea Drama Award                              | Top Excellence Award, Actress                                | Hello Monster                     | Nominada  |               |
| 2017 | 31st KBS Drama Award                           | Best Couple (junto a Son Ho Jun)                             | Go Back Couple                    | Ganaron   |               |
| 2017 | 31st KBS Drama Award                           | Netizen Award - Female                                       | Go Back Couple                    | Nominada  |               |
| 2017 | 31st KBS Drama Award                           | Top Excellence Award, Actress                                | Go Back Couple                    | Nominada  |               |
| 2017 | 31st KBS Drama Award                           | Excellence Award, Actress in a Miniseries                    | Go Back Couple                    | Ganadora  | [ 32 ]        |
| 2018 | 6th APAN Star Award                            | Excellence Award, Actress in a Miniseries                    | Go Back Couple                    | Nominada  |               |
| 2018 | SBS Drama Award                                | Female Top Excellence (Wed-Thurs drama)                      | The Last Empress                  | Ganadora  | [ 33 ]        |
| 2019 | Seoul Drama Award                              | Outstanding Korean Actress                                   | The Last Empress                  | Ganadora  | [ 34 ]        |
| 2019 | SBS Drama Award                                | Producer Award                                               | VIP                               | Ganadora  | [ 35 ]        |
| 2020 | 7th APAN Star Award                            | Top Excellence Award, Actress in a Miniseries                | VIP                               | Nominada  |               |
| 2021 | KBS Drama Award                                | Excellence Award, Actress in a Miniseries                    | Sell your haunted house           | Nominada  |               |
| 2021 | KBS Drama Award                                | Top Excellence Award, Actress                                | Sell your haunted house           | Nominada  |               |
| 2025 | 61.os Premios Baeksang Arts                    | Mejor actriz (televisión)                                    | Good Partner                      | Pendiente | [ 36 ] [ 37 ] |